# Verton
Verton är en kommun i departementet Pas-de-Calais i regionen Hauts-de-France i norra Frankrike. Kommunen ligger i kantonen Berck som tillhör arrondissementet Montreuil. År 2022 hade Verton 2 557 invånare.

## Befolkningsutveckling
Antalet invånare i kommunen Verton
| Referens: INSEE |